# دايفيد مارش
دايفيد مارش (بالإنجليزية: David Marsh)‏ (و. 1894 – 1960 م) هو راكب دراجة هوائية من المملكة المتحدة، والمملكة المتحدة لبريطانيا العظمى وأيرلندا، شارك في الألعاب الأولمبية الصيفية 1924، والألعاب الأولمبية الصيفية 1920، توفي عن عمر يناهز 66 عاماً.

## روابط خارجية
- دايفيد مارش على موقع أرشيف الدراجات (الإنجليزية)
- دايفيد مارش على موقع أوليمبيديا (الإنجليزية)
- دايفيد مارش على موقع اللجنة الأولمبية البريطانية (الإنجليزية)